# برج (فیلم ۲۰۱۲)
برج (کره‌ای: 타워؛ انگلیسی: The Tower) فیلمی در ژانر دلهره‌آور و فاجعه محصول سال ۲۰۱۲ کره جنوبی است. از بازیگران آن می‌توان به سول کیونگ-گو، کیم سانگ-کیونگ و سون یه-جین اشاره کرد.